# Maranta furcata
Maranta furcata là một loài thực vật có hoa trong họ Marantaceae. Loài này được Nees & Mart. mô tả khoa học đầu tiên năm 1823.